# 格赖茨
格赖茨（德語：Greiz，發音：[ɡʁaɪts] ⓘ）是德国图林根州格赖茨县的城市，也是格赖茨县的县治，面积84.87平方千米，2023年12月31日人口为20,220人。

## 历史
2012年12月31日，市镇福格特伦迪舍斯奥伯兰解散，原属该市镇的科森格林、霍恩多夫（包括加布劳、莱宁根、潘斯多夫和特雷姆尼茨）、申巴赫以及阿恩斯格林的奥伊本贝格并入格赖茨。2019年12月31日，市镇埃尔斯特河畔诺伊米勒并入格赖茨。